# 1948-as magyar atlétikai bajnokság
Az 1948-as magyar atlétikai bajnokságot, amely az 53. magyar bajnokság volt. A pályabajnokság selejtezőit a Vasas Pasaréti úti telepén, a döntőket a BSZKRT stadionban rendezték meg a Sport utcában. A maratoni futást június 20-án bonyolították le. A rajt a csepeli Szent Imre téren volt, a verseny a tököli országúton haladt. A váltóbajnokságot október 9-10-én a Vasas Pasaréti úti pályáján tartották meg. A 10 km-es gyaloglást a Postás pályán, az 50 km-est a Népligetben teljesítették a versenyzők. Az országos ügyességi csapatbajnokság végeredményét a körzeti ügyességi csapatbajnokságok eredményeinek összesítése alapján állapították meg. A mezeifutást a lóversenypályán tartották.

## Eredmények

### Férfiak
| Versenyszám                         | Arany                                                                                     | Arany     | Ezüst                                                                           | Ezüst     | Bronz                                                                              | Bronz     |
| ----------------------------------- | ----------------------------------------------------------------------------------------- | --------- | ------------------------------------------------------------------------------- | --------- | ---------------------------------------------------------------------------------- | --------- |
| 100 m augusztus 28.                 | Csányi György Újpesti TE                                                                  | 10,8      | Bartha László Bp. Vasas                                                         | 10,9      | Tima Ferenc Bp. Vasas                                                              | 11,0      |
| 200 m augusztus 29.                 | Solymosy Egon Pécsi VSK                                                                   | 22,1      | Csányi György Újpesti TE                                                        | 22,3      | Tima Ferenc Bp. Vasas                                                              | 22,4      |
| 400 m augusztus 28.                 | Solymosy Egon Pécsi VSK                                                                   | 49,4      | Tullner János Győri Vasas ETO                                                   | 49,7      | Bánhalmi Ferenc Magyar Pamutipari SC                                               | 49,9      |
| 800 m augusztus 29.                 | Garay Sándor Bp. Vasas                                                                    | 1:55,9    | Híres László Újpesti TE                                                         | 1:56,3    | Bakos Jenő Bp. Vasas                                                               | 1:57,6    |
| 1500 m augusztus 28.                | Garay Sándor Bp. Vasas                                                                    | 3:57,2    | Híres László Újpesti TE                                                         | 3:59,0    | Apró József Miskolci VSC                                                           | 3:59,4    |
| 5000 m augusztus 28.                | Szilágyi Jenő Bp. Vasas                                                                   | 14:44,4   | Szegedi Ferenc Testvériség                                                      | 14:45,2   | Bácsfalvi László Győri Vasas ETO                                                   | 14:53,6   |
| 10 000 m augusztus 29.              | Szilágyi Jenő Bp. Vasas                                                                   | 30:48,0   | Bácsfalvi László Győri Vasas ETO                                                | 30:49,0   | Esztergomi Mihály Előre                                                            | 32:41,8   |
| maraton június 20.                  | Simon István Előre                                                                        | 2:40:24,0 | Kiss József Újpesti TE                                                          | 2:40:25,2 | Zalavári Ferenc Szegedi Tisza                                                      | 2:41:59,0 |
| csapat maraton június 20.           | Zalavári Ferenc Szécsi József Kovács György Szegedi Vasas                                 | 16        | Südi Lajos Sajtos Ferenc Orsós Gyula KAOE                                       | 28        | Simon István Fabók István Barna István Előre                                       | 30        |
| 3000 m akadály augusztus 29.        | Jeszenszky László Újpesti TE                                                              | 9:24,2    | Csépány Pál Miskolci VSC                                                        | 9:36,6    | Apró József Miskolci VSC                                                           | 9:41,4    |
| 110 m gát augusztus 28.             | Kiss József Törekvés                                                                      | 15,5      | Lippay Antal Pécsi VSK                                                          | 15,8      | Agócs Jenő MTK                                                                     | 16,0      |
| 400 m gát augusztus 29.             | Lombos Dezső Kereskedelmi Alkalmazottak OE                                                | 54,8      | Bérdi Elemér Újpesti TE                                                         | 56,6      | Kiss József Törekvés                                                               | 57,4      |
| 4 × 100 m október 9.                | Zacher Lajos Polgár Jenő Tima Ferenc Bartha László Bp. Vasas                              | 43,1      | Szántó Ottó Bérdi Elemér Somlós Ferenc Csányi György Újpesti TE                 | 43,5      | Schneider Ottó Sír II. József Lengyel László Tribold Jenő MTK A                    | 43,5      |
| 4 × 200 m október 10.               | Polgár Jenő Antal Gyula Bartha László Tima Ferenc Bp. Vasas                               | 1:30,0    | Hegyesi Antal Karádi Péter Lőcsei István Lombos Dezső KAOE                      | 1:30,2    | Szántó Ottó Híres László Bérdi Elemér Csányi György Újpesti TE                     | 1:30,9    |
| 4 × 400 m október 9.                | Almási Jenő Polgár Jenő Antal Gyula Garay Sándor Bp. Vasas                                | 3:24,2    | Karádi Péter Lőcsei István Lombos Dezső Hegyesi Antal KAOE                      | 3:25,7    | Csányi György Híres László Jákói János Bérdi Elemér Újpesti TE                     | 3:28,2    |
| 4 × 800 m október 10.               | Juhász Béla Bakos Jenő Almási Jenő Garay Sándor Bp. Vasas                                 | 7:59,6    | Lippay Antal Solymosi Egon Lombos Henrik Baranyai János Pécsi VSK               | 8:09,2    | Gyergyói János Botos György Tótfalusi Pál Adamik Zoltán Postás SE                  | 8:11,8    |
| 4 × 1500 m október 9.               | Almási Jenő Juhász Béla Bakos Jenő Garay Sándor Bp. Vasas                                 | 16:44,2   | Pénzes Gyula Balogh Géza Stelczer Ervin Pintér János Csepeli MTK                | 16:47,4   | Iglói Mihály Izsóf Alajos Szilágyi Jenő Vámospércsi Oszkár Vasas B                 | 16:58,6   |
| 5000 m csapat október 10.           | Szilágyi Jenő Garay Sándor Juhász Béla Izsóf Alajos Vámospércsi Oszkár Bp. Vasas          | 29        | Pénzes Gyula Pintér János Simon István Stelczer Ervin Kuti László Csepeli MTK   | 65        | Esztergomi Mihály Csordás László Simon István Keresztúri Sándor Darázs János Előre | 87        |
| 10 km gyaloglás június 13.          | Kun Sándor Postás SE                                                                      | 47:43,6   | László Sándor Postás SE                                                         | 48:56,4   | Selmeczi József Vasas SC                                                           | 49:38,2   |
| 50 km gyaloglás június 27.          | László Sándor Postás SE                                                                   | 4:42:18,8 | Somogyi János Postás SE                                                         | 4:55:12,6 | Róka Antal BEAC                                                                    | 4:56:13,2 |
| 50 km gyaloglás csapat június 27.   | László Sándor Mucsi József Somogyi János Postás SE A                                      | 6         | Stefanik Pál Lenghardt Sándor Galambos József Postás SE B                       | 15        |                                                                                    |           |
| magasugrás augusztus 29.            | Lehoczky Sándor Csepeli MTK                                                               | 187 cm    | Dulgyovay László MAORT                                                          | 187 cm    | Horváth Sándor MAFC                                                                | 180 cm    |
| magasugrás csapat október 16–17.    | Lehoczky Sándor Kolozsvári Miklós Pesty László Jankovics József Haincz István Csepeli MTK | 173,4 cm  | Kiss István Kondoross Gyula Baráth Iván Fejes Zoltán Pálfi Béla TFSE            | 168 cm    | Dési Sándor Monori Ferenc Bodoki Ferenc Gárdon István Herczeg Lászkó Gyulai SE     | 165 cm    |
| rúdugrás augusztus 28.              | Zsitvay Zoltán TFSE                                                                       | 400 cm    | Homonnay Tamás Vasas                                                            | 380 cm    | Gaáz Tibor Ferencvárosi TC                                                         | 360 cm    |
| rúdugrás csapat október 16–17.      | Zitvay Zoltán Kiss István Kondoross Gyula Nagy Imre Kertész Ferenc TFSE                   | 328 cm    | Mihályi György Bácsalmási Tompa Ferenc Nyíri János Felföldi Sándor BEAC         | 318 cm    | Kovács Ferenc Papp György Kiss István Csányi György Somodi József Újpesti TE       | 309,2 cm  |
| távolugrás augusztus 28.            | Kiss István TFSE                                                                          | 696 cm    | Puskás Antal TFSE                                                               | 686 cm    | Vermes Vilmos Bp. Vasas                                                            | 677 cm    |
| távolugrás csapat október 16–17.    | Kiss István Puskás Antal Tompay Olivér Szurgyi István Mojzes Sándor TFSE A                | 644,4 cm  | Földessy Ödön Szántó Ottó Csányi György Kovács Ferenc Almádi Gyula Újpesti TE   | 636,4 cm  | Horváth Sándor Péterfalvi Lajos Tenke Zoltán Komáromi Ede Radnóti György TFSE B    | 618 cm    |
| hármasugrás augusztus 29.           | Kiss István TFSE                                                                          | 14,11 m   | Puskás Antal TFSE                                                               | 13,57 m   | Jankovics József Csepeli MTK                                                       | 13,44 m   |
| súlylökés augusztus 29.             | Tóth József Postás SE                                                                     | 13,71 m   | Bakos Károly Győri Vasas ETO                                                    | 13,54 m   | Voki József Testvériség                                                            | 13,50 m   |
| súlylökés csapat október 16–17.     | Németvári Ernő Darányi József Fok Dezső Simándi István Pénzes Antal Előre                 | 12,974 m  | Kiss János Klics Ferenc Soós Antal Lévai Károly Budai Pál Vasas SC              | 12,73 m   | Tóth József Leszler Béla Sik József Lőcsei Géza Berencsi Postás SE                 | 12,562 m  |
| diszkoszvetés augusztus 29.         | Kulitzy Jenő MOSZK                                                                        | 46,99 m   | Klics Ferenc Bp. Vasas                                                          | 46,68 m   | Remecz József Csepeli MTK                                                          | 44,24 m   |
| diszkoszvetés csapat október 16–17. | Kobold Aladár Horváth Vilmos Kobold Károly Faragó István Káposztás Ferenc Diósgyőr Vasas  | 41,766 m  | Klics Ferenc Lévai Károly Németh Imre Kenderesi László Kiss János Vasas SC      | 41,676 m  | Remecz József Pesty László Pártos Sándor Balla Kolozsvári Miklós Csepeli MTK       | 38,43     |
| kalapácsvetés augusztus 28.         | Németh Imre Bp. Vasas                                                                     | 57,40 m   | Bonyhádi Ádám MAFC                                                              | 51,45 m   | Remete Dezső Testvériség                                                           | 48,25 m   |
| kalapácsvetés csapat október 16–17. | Németh Imre Kőszegi Béla Budai Pál Rácz Béla Bercsényi Gyula Bp. Vasas                    | 41,944 m  | Remete Dezső Kósa István Bánpataki Pál Józsa Dezső Bánpataki György Testvériség | 40,922 m  | Petike Lajos Burka Endre Kiss István Benkő György Kondorosi Gyula TFSE             | 36,408 m  |
| gerelyhajítás augusztus 28.         | Várszegi József Goldberger SE                                                             | 64,30 m   | Csányi Sándor BEAC                                                              | 58,20 m   | Guzsvári János TFSE                                                                | 57,85 m   |
| gerelyhajítás csapat október 16–17. | Várszegi József Szatmári Aba Székely Rezső Derdák László Balogh András Goldberger SE      | 54,49 m   | Rákhely Gyula Kiss István Guzsvári János Koltai Jenő Bánki Miklós TFSE          | 50,424 m  | Csányi Sándor Bácsalmási Péter Anda Tibor Mogyoróssi János Tompa Ferenc BEAC       | 47,08 m   |
| tízpróba szeptember 25-26.          | Kiss István TFSE                                                                          | 6777      | Kovács Ferenc Újpesti TE                                                        | 5417      | Dulgyovay László MAORT                                                             | 5308      |
| kis mezei futás (4 km) április 11.  | Garay Sándor Bp. Vasas                                                                    | 12:11,8   | Villási Károly DM                                                               | 12:13,0   | Híres László Újpesti TE                                                            | 12:17,2   |
| kis mezei futás csapat április 11.  | Garay Sándor Juhász Béla Almási József Harsányi Gusztáv Sándor János Bp. Vasas            | 52        | Híres László Jeszenszky László Kiss József Beták Imre Serényi István Újpesti TE | 52        | Stelczer Ervin Laczkó János Pintér János Kurucz Miklós Balogh Géza Csepeli MTK A   | 76        |
| mezei futás (10 km) április 11.     | Szilágyi Jenő Bp. Vasas                                                                   | 32:07,8   | Szegedi Ferenc Testvériség                                                      | 32:11,0   | Németh Béla MTE                                                                    | 32:15,6   |
| mezei futás csapat április 11.      | Szilágyi Jenő Kelen János Bíró János Váczi Lajos Hagymási József Bp. Vasas                | 44        | Szegedi Ferenc Rusovszky Gyula Mészáros Károly Farkas Pikál Árpád Testvériség   | 76        | Csordás László Esztergomi Mihály Dobronyi József Simon István Szabó Géza Előre A   | 82        |

### Nők
| Versenyszám                         | Arany                                                                                             | Arany   | Ezüst                                                                            | Ezüst   | Bronz                                                                                | Bronz    |
| ----------------------------------- | ------------------------------------------------------------------------------------------------- | ------- | -------------------------------------------------------------------------------- | ------- | ------------------------------------------------------------------------------------ | -------- |
| 100 m augusztus 28.                 | Rákhely Gyuláné Postás SE                                                                         | 12,7    | Gyarmati Olga Bp. Vasas                                                          | 12,8    | Mertin Jolán Győri Vasas ETO                                                         | 12,9     |
| 200 m augusztus 29.                 | Mertin Jolán Győri Vasas ETO                                                                      | 25,8    | Szigeti-Varga Zsuzsa Goldberger SE                                               | 26,5    | Lőrinczi Anna Bp. Postás                                                             | 26,6     |
| 800 m augusztus 28.                 | Zubek Ilona Postás SE                                                                             | 2:20,6  | Bleha Anna Előre                                                                 | 2:22,3  | Ficsor Irén Postás SE                                                                | 2:24,8   |
| 80 m gát augusztus 29.              | Gyarmati Olga Bp. Vasas                                                                           | 12,2    | Lőrinczi Anna Bp. Postás                                                         | 12,6    | Zeley Margit Bp. Postás                                                              | 13,0     |
| 4 × 100 m október 10.               | Egri Lenke Zubek Ilona Lőrinczi Anna Rákhely Gyuláné Postás SE A                                  | 50,4    | Kovács-Buna Irma Ipolyi-Keller Mária Dobó Márta Fekete Ilona MAFC                | 52,6    | Bakos Erzsébet Lőrinczi Ida Csáki Erzsébet Ficsor Irén Postás B                      | 53,6     |
| 4 × 200 m október 9.                | Rákhely Gyuláné Egri Lenke Zubek Ilona Csáki Erzsébet Postás SE I.                                | 1:49,0  | Kovács-Buna Irma Ipolyi-Keller Mária Dobó Márta Fekete Ilona MAFC                | 1:51,5  | Balás Zsuzsa Kerecsényi Erzsébet Bánsági Teréz Füzess Magda BEAC                     | 1:53,6   |
| 3 × 800 m október 10.               | Zeley Margit Ficsor Irén Zubek Ilona Postás SE A                                                  | 7:53,6  | Górencz Hedvig Egri Lenke Csáki Erzsébet Postás SE B                             | 8:11,0  | Fehér Polareczky Jolán Bleha Anna Előre                                              | 8:43,6   |
| magasugrás augusztus 28.            | Rohonczi Mária TFSE                                                                               | 150 cm  | Lohász Irén MAFC                                                                 | 145 cm  | Csáki Erzsébet Postás SE                                                             | 145 cm   |
| magasugrás csapat október 11–12.    | Bártfai Jenőné Lörinczi Anna Zubek Ilona Csáki Erzsébet Balogh Erzsébet Postás SE                 | 137 cm  | Gyarmati Olga Závodni Erzsébet Zaffiry Solveig Szabó Lukács Anna Vasas SC        | 137 cm  | Rohonczi Mária Vékony Ilona Csicsai Irén Kutnyevszky Éva Komáromi Margit TFSE        | 134,2 cm |
| távolugrás augusztus 29.            | Gyarmati Olga Bp. Vasas                                                                           | 547 cm  | Rohonczi Mária TFSE                                                              | 538 cm  | Lohász Irén MAFC                                                                     | 530 cm   |
| távolugrás csapat október 11–12.    | Rákhely Gyuláné Lörinczi Anna Egri Lenke Bártfai Jenőné Csáki Erzsébet Postás SE                  | 489 cm  | Lohász Irén Kovács-Buna Irma Ipolyi-Keller Mária Fekete Ilona Nagy Ferencné MAFC | 477 cm  | Szüle Ágnes Kovács Katalin Baka Erzsébet Simon Júlia Radó Amália Szekszárdi Törekvés | 471,6 cm |
| súlylökés augusztus 28.             | Fehér Mária Előre                                                                                 | 11,94 m | Sík Józsefné Postás SE                                                           | 11,25 m | Umbrai Katalin MTK                                                                   | 10,60 m  |
| súlylökés csapat október 11–12.     | Sík Józsefné Rákhely Gyuláné Bártfai Jenőné Egri Lenke Retkes Anna Postás SE                      | 9,228 m | Vucsics Mária Rohonczi Mária Bolemányi Irén Oláh Katalin Tass Olga TFSE          | 8,69 m  | Fehér Mária Nagy Mária Horváth Bleha Anna Polareczky Jolán Előre                     | 8,538 m  |
| diszkoszvetés augusztus 28.         | Zsolnai Júlia Bp. Vasas                                                                           | 38,47 m | Józsa Dezsőné Testvériség                                                        | 37,83 m | Balázs Judit Békéscsabai MÁV                                                         | 35,90 m  |
| diszkoszvetés csapat október 11–12. | Kovács-Buna Irma Achs Márta Kovács-Buna Jánosné Schlagmüller Hedda Koronczi Blanka Műegyetemi AFC | 27,39 m | Rohonczi Mária Jámbor Ilona Guzli Rózsa Albert Oláh TFSE                         | 24,95 m | Horváth Sára Várbogyai Etelka Révész Dulánszky Sára Morvai PEAC                      | 24,82 m  |
| gerelyhajítás augusztus 29.         | Rohonczi Mária TFSE                                                                               | 38,36 m | Umbrai Katalin MTK                                                               | 34,51 m | Guzli Rózsa TFSE                                                                     | 33,43 m  |
| gerelyhajítás csapat október 11–12. | Rohonczi Mária Vucsics Mária Kutnyevszky Éva Vékony Ilona Guzli Rózsa Testnevelési FSE            | 30,22 m | Fekete Ilona Koronczi Blanka Kovács-Buna Irma Dobó Márta Achs Márta MAFC         | 22,46 m | Szántó Mária Kovács Katalin Idei Szüle Ágnes Romvári Magdolna Szekszárdi Törekvés    | 21,448 m |
| ötpróba október 6.                  | Kovács-Buna Irma MAFC                                                                             | 167     | Balás Zsuzsa BEAC                                                                | 156     | Vucsics Mária TFSE                                                                   | 148      |
| mezei futás 1500 m április 11.      | Zubek Ilona Postás SE                                                                             | 5:19,0  | Bokori Teréz Csepeli MTK                                                         | 5:21,6  | Ficsor Irén Postás SE                                                                | 5:25,0   |
| mezei futás csapat április 11.      | Zubek Ilona Ficsor Irén Egri Lenke Postás SE A                                                    | 10      | Bleha Anna Őrhalmi Ilona Polareczky Jolán Előre                                  | 20      | Csáki Babai Margit Zeley Margit Postás SE B                                          | 27       |

### Magyar atlétikai csúcsok
- kalapácsvetés 59,02 m Vcs. Németh Imre Bp. Vasas Tata 1948. 7. 14.
- n. távolugrás 569 cm Ocs. Gyarmati Olga Bp. Vasas London 8. 4.

### Országos csúcsok
- n. 100 m 12,6 Mertin Jolán Győri ETO Újpest 6. 6.
- n. 100 m 12,4 Gyarmati Olga Bp. Vasas Csepel 6. 20.
- n. 200 m 25,8 Mertin Jolán Győri ETO Szeged 8. 8.
- n. 200 m 25,8 Mertin Jolán Győri ETO Budapest 8. 29.
- n. 400 m 61,2 Bleha Anna Előre SE Budapest 9. 16.
- n. 800 m 2:20,6 Zubek Ilona Postás SE Budapest 8. 28.
- 30 000 m síkfutás 1:47:47,0 Kovács György Sz. VSE Csepel 8. 22.
- n. 80 m gát 12,1 Gyarmati Olga Bp. Vasas Budapest 6. 6.
- n. 80 m gát 11,9 Gyarmati Olga Bp. Vasas Budapest 10. 3.
- 15 km gyaloglás 1:13:43,6 László Sándor PSE Szeged 5. 30.
- 30 km gyaloglás 2:37:30,8 László Sándor PSE Budapest 7. 27.
- 50 km gyaloglás 4:42:18,8 László Sándor PSE Budapest 6. 27.
- 50 km gyaloglás 4:41:11,2 László Sándor PSE Budapest 10. 24.
- 2 órás gyaloglás 22,851 km László Sándor PSE Budapest 5. 16.
- n. távolugrás 599 cm Gyarmati Olga PSE Budapest 5. 29.
- n. súlylökés 12,38 m Fehér Mária Előre SE Budapest 10. 23.
- n. diszkoszvetés 38,26 m Zsolnai Júlia Bp. Vasas Budapest 5. 29.
- n. diszkoszvetés 40,47 m Józsa Dezsőné Testvériség Budapest 7. 17.
- kalapácsvetés 59,02 m Németh Imre Bp. Vasas Tata 7. 14.
- tízpróba 6777 Kiss István TFSE Budapest 10. 2-3.
- n. 4 × 100 49,6 női válogatott (Mertin Jolán, Rákhely Gyuláné, Lörinczi Anna, Gyarmati Olga) Csepel 6. 19.
- n. 4 × 100 49,5 női válogatott (Szabó Aranka, Rákhely Gyuláné, Lörinczi Anna, Mertin Jolán) Budapest 9. 15.
- n. 4 × 200 1:49,0 Postás SE (Rákhely Gyuláné, Egri Lenke, Zubek Ilona, Csáki Erzsébet) Budapest 10. 10.